# Plejada.pl
Plejada.pl est un site web polonais consacré aux célébrités et au show-business, qui propose un contenu journalistique et des vidéos pour les amateurs de culture populaire. Plejada figure parmi les sites polonais les plus visités sur les célébrités et les ragots,,.
La rédactrice en chef du portail est Kamila Glińska. Le site web appartient à Onet.pl. Depuis 2012, il appartient au groupe Ringier Axel Springer Polska (pl), qui appartient à Axel Springer SE et Ringier AG.